# Micrathena brevispina
Micrathena brevispina là một loài nhện trong họ Araneidae.
Loài này thuộc chi Micrathena. Micrathena brevispina được Eugen von Keyserling miêu tả năm 1864.